# Cuesta de los Chinos

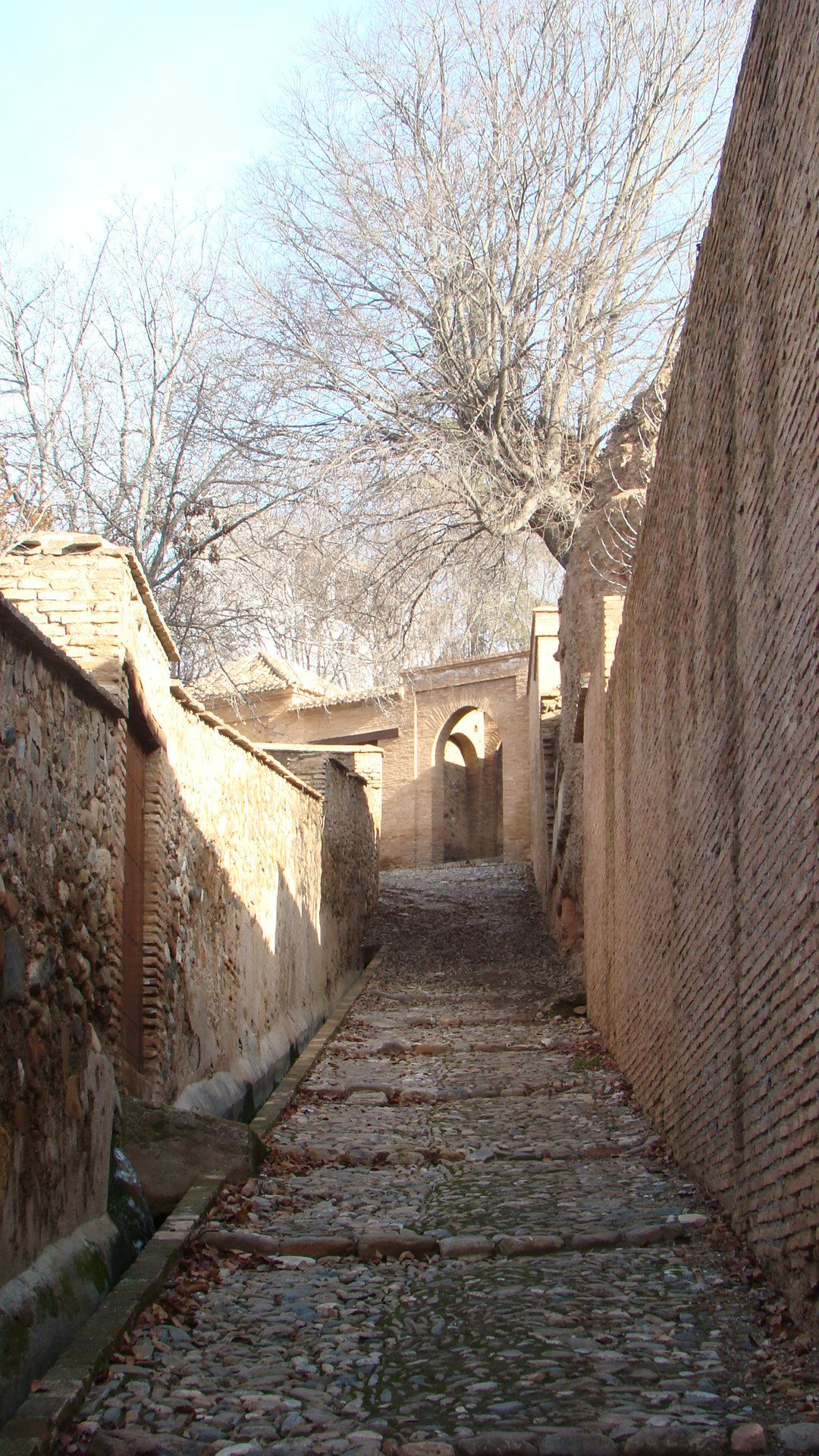
Camino medieval de acceso al Generalife desde la Cuesta de los Chinos y la Alhambra

La cuesta de los Chinos es uno de los accesos históricos a la Alhambra (Granada, Andalucía, España), desde la ciudad musulmana medieval. Tiene una longitud de 860 metros y une el barrio del Albaicín y el recinto palaciego, cruzando el río Darro.

## Denominación
La denominación de Cuesta de los Chinos es popular, aunque reciente (comienzos del siglo XX), originada por el empedrado que se realizó, hacia 1910, en su tramo más urbano. Su denominación oficial es Cuesta del Rey Chico, nombre derivado de la leyenda según la cual, Aixa, madre del rey Boabdil (apodado el rey chico) le facilitó la huida por esta vía para reunirse con las tropas rebeldes contra su padre, que estaban reunidas en la ciudad. Históricamente ha recibido otros nombres, como Cuesta de los Molinos, por haber en su tiempo varios, o de los Muertos, por ser el camino hacia el nuevo cementerio, en el siglo XIX.

## Descripción
La cuesta recorre el antiguo Barranco de la Aikibía, que separa las colinas en las que se sitúan la Alhambra y el Generalife. Se inicia en el río Darro, que se cruza por el Puente del Aljibillo, y comienza a ascender entre algunas viviendas. Una vez que se introduce en el barranco, la cuesta se encuentra flanqueada, por su margen derecha, por los restos de un molino y las murallas de la propia Alhambra, y por la izquierda por los balates de las huertas del Generalife, situadas a bastante altura.
Hasta mediados del siglo XX, no existía conexión directa entre Alhambra y Generalife, por lo que el paso entre ambos lugares se hacía históricamente a través de la Cuesta de los Chinos. Tras dejar a la derecha las basas de la Torre de las Damas del Partal, encontramos un bastión, de época cristiana con una puerta, conocida como Puerta de Hierro. Este bastión y puerta, dan acceso a un recinto de caballerizas y a la llamada Puerta del Arrabal, bajo la Torre de los Picos, que era la salida original de los Palacios hacia el Generalife. En la margen izquierda, y casi a la misma altura, se inicia un callejón entre tapias, cerrado con cancela, que es de origen nazarí y que lleva hasta el mismo Palacio del Generalife, cruzando las huertas. Este camino, se encuentra en muy buen estado de conservación.
La Cuesta continúa bordeando la muralla, junto a un arroyo formado por las aguas sobrantes de riego, vertidas desde el recinto palaciego, vigilada por las torres del Qadí, de la Cautiva, de las Infantas y del Cabo, antes de pasar por debajo del acueducto de entrada de la Acequia Real a la Alhambra y desembocar cerca de la Torre de los Siete Suelos, donde se encuentra la puerta de Bib Algodor (o Bab al-Gudur, es decir, puerta de las albercas), que era el acceso usual a la medina de la Alhambra, y por la que entraron las tropas castellanas tras la capitulación de la ciudad. Tras la apertura de la nueva Puerta de los Carros, en 1525-1536, para facilitar la entrada de materiales para la construcción del Palacio de Carlos V, Bib Algodor permaneció habitualmente cerrada. Es interesante señalar, que la denominación actual de la torre (Puerta de los Siete suelos), proviene de uno de los Cuentos de la Alhambra de Washington Irving